# Рагглз, Чарльз
Чарльз Рагглз (англ. Charlie Ruggles; 8 февраля 1886, Лос-Анджелес — 23 декабря 1970, Голливуд) — американский актёр, старший брат режиссёра Уэсли Рагглза. За свою карьеру, которая продлилась почти шестьдесят лет, снялся более чем в сотне фильмов.

## Биография
Шерман Чарльз «Чарли» Рагглз родился в Лос-Анджелесе в 1886 году, сначала он изучал медицину, но бросил медицинскую карьеру, чтобы стать актёром, впервые появившись на сцене в 1905 году. В феврале 1914 года он дебютировал на Бродвее в постановке «Help Wanted», производства Оливера Мороско. В следующем году, он впервые снялся в кино. В общей сложности его кинокарьера продлилась шестьдесят лет. В последние годы жизни снимался также на телевидении.

## Фильмография(выборочно)
- 1932 — Один час с тобой — Адольф
- 1932 — Неприятности в раю — майор
- 1933 — Алиса в Стране чудес — Мартовский Заяц
- 1938 — Воспитание крошки — майор Хорес Эпплгейт
- 1939 — Балалайка — Ники Петров, денщик князя Петра Карагина
- 1940 — Девушка-невидимка — Джордж
- 1946 — Украденная жизнь — Фредди Линлей
- 1947 — Это случилось на Пятой авеню — Майкл Дж. О'Коннор
- 1961 — Ловушка для родителей — Чарльз МакКендрик